# توبي ماغواير
 توبي ماغواير (بالإنجليزية: Tobey Maguire)‏ ممثل ومخرج أمريكي من مواليد 27 يونيو 1975. بدأ مسيرته في مجال التمثيل في أواخر الثمانينات من أشهر أدواره بيتر باركر في سلسلة أفلام الرجل العنكبوت وشارك بفيلم غاتسبي العظيم .

## حياته
ولد توبي بـ سانتا مونيكا بالولايات المتحدة الأمريكية، عمل والده أعمال بسيطة كطباخ وعامل بناء / ووالدته ككاتبة سيناريو وله أربع أشقاء. ارتبط توبي بخطيبته جنيفر ماير وتزوج منها بـهاواي ولديهما طفلان ،وهو الصديق المقرب ليوناردو دي كابريو ولـ سارة جيلبرت.
ترك المدرسة في التاسعة من عمره وسعى وراء التمثيل ورغم أن حلم حياته أن يصبح طاهيا إلا أنه تراجع عن ذلك عقب اعتراض والدته فاضطر إلى دراسة الدراما بالمدرسة الثانوية بدلا من الاقتصاد. يعيش توبي حاليا في لوس انجلوس بكاليفورنيا.

## أعماله
بعض أعمال
| أعمال            | الدور/الوظيفة                  |
| ---------------- | ------------------------------ |
| الطفل الزعيم     | تيم العجوز/ الراوي - أداء صوتي |
| تضحية البيدق     | بوبي فيشر                      |
| The Great Gatsby | نك                             |
| Labor Day        |                                |
| The Details      | جيف                            |
| أخ               |                                |
| Spider-Man 3     | الرجل العنكبوت / بيتر باركر    |
| The Good German  | تالي                           |
| Spider-Man 2     | الرجل العنكبوت / بيتر باركر    |
| Seabiscuit       |                                |
| Spider-Man       | بيتر باركر / الرجل العنكبوت    |
| إجاصة دون        | إيان                           |
| Wonder Boys      | جيمس لير                       |
| حياة هذا الفتى   |                                |

## روابط خارجية
- توبي ماغواير على موقع IMDb (الإنجليزية)
- توبي ماغواير على موقع ميتاكريتيك (الإنجليزية)
- توبي ماغواير على موقع روتن توميتوز (الإنجليزية)
- توبي ماغواير على موقع مونزينجر (الألمانية)
- توبي ماغواير على موقع ألو سيني (الفرنسية)
- توبي ماغواير على موقع ميوزك برينز (الإنجليزية)
- توبي ماغواير على موقع تيرنر كلاسيك موفيز (الإنجليزية)
- توبي ماغواير على موقع أول موفي (الإنجليزية)
- توبي ماغواير على موقع بوكس أوفيس موجو (الإنجليزية)
- توبي ماغواير على موقع قاعدة بيانات الأفلام السويدية (السويدية)